# Castrum de Saintes
Le castrum de Saintes, bâti au IVe siècle, est situé à Saintes, dans le département français de la Charente-Maritime en région Nouvelle-Aquitaine. Les vestiges ont été classés au titre des monuments historiques en 1969.

## Historique
Le bâtiment est classé au titre des monuments historiques par arrêté du 25 juillet 1969.